# 蒂皮比尤特鎮區 (北達科他州赫廷傑縣)
蒂皮比尤特鎮區（英語：Tepee Butte Township）是位於美國北達科他州赫廷傑縣的一個鎮區。

## 地方資料
蒂皮比尤特鎮區的面積為92.74平方千米，當中陸地面積為92.72平方千米，而水域面積為0.02平方千米。根據2020年美國人口普查的數據，當地共有人口50人，而人口密度為每平方千米0.54人。